# Афанасий (Пиперас)
Митрополит Афанасий (Пипе́рас) (греч. Μητροπολίτης Αθανάσιος Πιπέρας; 1876, Като Панагия, Османская империя — 16 августа 1909, Серре, Османская империя) — епископ Константинопольской православной церкви; митрополит Серрейский и Нигритский (1909).

## Биография
Родился в 1876 году в греческом селении Като Панагия, в друх километрах от Чешме, в Османской империи.
Окончил Халкинскую богословскую школу, где был пострижен в монашество и руколожен в сан иеродиакона.
В 1898 году со степенью кандидата богословия окончил Киевскую духовную академию после чего преподавал в богословской школе Святого Креста в Иерусалиме.
Патриархом Константинопольским Константином V назначен редактором официального печатного органа «Εκκλησιαστική Αλήθεια» и главным делопроизводителем Священного Синода.
30 июня 1909 года был рукоположен в сан епископа и возведён в достоинство митрополита Серрейского и Нигритского, но пробыл на кафедре всего 49 дней, скончавшись 16 августа 1909 года в Серре.